# 벌룬 파이트
《벌룬 파이트》(영어: Balloon Fight, 일본어: バルーンファイト)는 닌텐도에 제작, 출시한 액션 게임이다. 미국 윌리엄스사에서 개발한 아케이드게임 『조우스트』를 기반으로 어레인지하여 만들었다. 1984년에 아케이드판(닌텐도 VS 시스템)이, 1985년에 패미컴판이 출시되었다. 이후 패미컴 미니나 버추얼 콘솔로도 출시되었다.

## 게임내용

### 종류
- 두 종류의 게임모드가 있는데, 화면 상의 적을 죽여서 클리어해가는 1P,2P게임과 장애물을 피해가며 풍선을 터트리는 BALLOONTRIP이 있다. 규칙은 둘다 같으며 아케이드판에서 벌룬트립은 없다.
- 1P,2P게임에선 1명 혹은 2명이 동시에 플레이할 수 있다. 1P는 빨간색, 2P는 파란색 헬멧
- 벌룬트립은 화면이 왼쪽으로 움직이는 강제스크롤 플레이 중 번개를 피하며 풍선을 터트리는 점수따기목적의 1P전용 게임이다. 한번 죽으면 거기서 게임오버가 된다.

### 조작
- 주인공은 두개의 풍선을 달고 있으며, A버튼을 누르면 한번 퍼덕여서 상승, B버튼을 꾹 누르고 있으면 계속 퍼덕이며 상승하여 날아다닌다.
- 풍선이 하나가 되면 부유하는 힘이 떨어진다.
- 방향키로 좌우로 움직이는데 공중에선 관성이 존재하는 독특한 조작성이 있다. 지면이 있는 곳에서는 걸을 수 있다.

### 규칙
- 주인공과 적이 부딪칠 때 고저차가 있으면 밑에 있던 쪽의 풍선이 터진다. 이건 플레이어끼리도 마찬가지다. 단 적끼리는 터지지 않는다.
- 적은 풍선이 터지면 낙하산으로 강하하여 그대로 지상에 낙하하더니 펌프로 풍선을 다시 만들어 날려고 한다. 이렇게 적이 풍선을 달고 있지 않을 때 다시 한대 때리면 적을 죽일 수 있다. 이건 스테이지가 막 시작해서 적들이 풍선에 공기를 넣고 있을 때도 유효하다. 또 적이 낙하산으로 내려가다 물가에 낙하하다 물고기에게 잡아먹혀도 적을 죽인게 되지만 득점은 없다. 적이 수중으로 낙하하여 죽은 장소에서 비누방울이 나오며 이걸 터트리면 득점을 할 수 있다.
- 장애물로 구름에서 나와 화면내를 돌아다니는 「번개」나 닿으면 튕겨내는 덤벨모양의 「빙글빙글」이 있다.
- 풍선이 두개 모두 터졌을 때, 번개에 감전되었을 때, 물에 빠졌을 때, 물고기에게 잡아먹혔을 때 미스가 된다. 또 아케이드판에선 시간끌기를 방지하기 위해 장시간 땅에만 있거나 클리어하지 않고 있으면 화면 끝에서 화살이 날아와 플레이어의 풍선을 터트린다. 이 때 한발에 두개가 모두 터져서 즉사한다.
- 패미콤판에선 3번 죽으면 게임오버가 된다. 보너스라이프를 획득할 수는 없으며 풍선이 하나만 있을 땐 3스테이지마다 있는 보너스스테이지에 도달하면 2개가 된다.
- 아케이드판에선 라이프설정을 변경가능. 표준에선 일정 점수에 1라이프보너스가 있다. 이것도 변경가능. 또 아케이드판에선 필드가 상하 두 화면으로 나눠져있고 플레이어가 밑이나 위로 가면 강제스크롤이 된다.
- 보너스스테이지는 굴뚝에서 나오는 20개의 풍선을 터트려 점수를 얻는다. 20개 모두 터트리면 보너스점수를 얻을 수 있다. 이 보너스스테이지에선 풍선이 두개 다 터져도 죽지 않고 밑에 착지해서 풍선을 회복한다.
- 벌룬트립에선 시작점외엔 착지할 곳이 없다. 번개는 움직이는 것과 멈춰있는 것이 있다. 풍선을 20개 전부 놓치지 않고 터트리면 고득점을 얻을 수 있다. 비누방울을 터트리면 번개가 일정시간 멈추고 스크롤도 일정시간 멈춘다.

## 개발경위
닌텐도의 하청업체였던 HAL연구소가 『조우스트』의 패미콤이식을 맡게 되었는데, 롬완성을 했지만 권리문제로 개발원과 합의를 못했기 때문에 창고행이 되었고, 급히 게임시스템을 어레인지, 리메이크하여 「벌룬파이트」로 발매하게 되었다고 한다. 나중에 개발원의 허락이 떨어져서 조우스트는 예정대로 발매되었지만 개발원은 HAL연구소명의로 되어있고 닌텐도의 크레딧은 들어가지 않았다.